# Bisdom Neiva
Het bisdom Neiva (Latijn: Dioecesis Neivensis) is een rooms-katholiek bisdom met als zetel Neiva, in Colombia. Het bisdom is suffragaan aan het aartsbisdom Ibagué. 

## Geschiedenis
Het bisdom werd opgericht op 24 juli 1972, als afsplitsing van het bisdom Garzón-Neiva, en was suffragaan aan het aartsbisdom Popayán. Op 14 december 1974 veranderde het van kerkprovincie en werd suffragaan aan het nieuw verheven aartsbisdom Ibagué. 

## Parochies
Het bisdom had in 2021 een oppervlakte van 10.523 km2 en telde 539.400 inwoners waarvan 95,0% rooms-katholiek was.

## Bisschoppen
- Rafael Sarmiento Peralta (24 juli 1972 - 12 januari 1985)
- Hernando Rojas Ramirez (1 juli 1985 - 19 januari 2001)
- Ramón Darío Molina Jaramillo (19 januari 2001 - 4 februari 2012)
- Froilán Tiberio Casas Ortíz (4 februari 2012 - 14 april 2023)
- Marco Antonio Merchán Ladino (14 april 2023 - heden)

## Galerij van afbeeldingen

Wapen van het bisdom Neiva

Ibagué (aartsbisdom) · Espinal · Garzón · Líbano-Honda · Neiva